# 19 Dywizjon Artylerii Ciężkiej (1939)
19 dywizjon artylerii ciężkiej (19 dac) – pododdział artylerii ciężkiej Wojska Polskiego.
Dywizjon nie występował w pokojowej organizacji wojska. Został sformowany w sierpniu 1939 roku, w Wilnie, przez 3 pułk artylerii ciężkiej z przeznaczeniem dla 19 Dywizji Piechoty.
W jego skład weszły dwie trzydziałowe baterie: armat 105 mm i haubic 155 mm kpt. Stanisława Totta.

## 19 dac w kampanii wrześniowej
19 dac mobilizowany był w grupie zielonej od 24 sierpnia 1939 roku. 29 sierpnia 1939 roku dywizjon załadował się na transporty kolejowe i odjechał do rejonu Łowicz – Sochaczew. Baterie 1 i 2 wyładowały się na stacji w Zielkowicach 31 sierpnia i 1 września, dowództwo dywizjonu i kolumna amunicyjna w Łowiczu. Całością dywizjon przemaszerował do wsi Podczarcie w pobliżu Bełchatowa, gdzie 2 września wszedł w ugrupowanie 19 Dywizji Piechoty. 2 września 19 dac pomaszerował do lasów w rejonie Ujazd-Tomaszów Mazowiecki, zgodnie z wcześniejszymi rozkazami dywizja zorganizowała tam obronę. O świcie 3 września zajął stanowiska ogniowe. W nocy z 3 na 4 września dywizjon był w marszu do nowego rejonu w pobliżu Piotrkowa Trybunalskiego. 
Na rozkaz dowódcy AD 19 DP zajął wieczorem 4 września 19 dac stanowiska ogniowe w rejonie Meszcze. Stąd od świtu 5 września, współdziałając z II/19 pułkiem artylerii lekkiej działał na korzyść 86 pułku piechoty. Pierwsze natarcie niemieckich czołgów zostało zatrzymane. Po południu obrona 86 pułku piechoty została przełamana, a baterie dywizjonu poniosły poważne straty od lotnictwa nieprzyjaciela. Natarcie niemieckie dotarło do miejscowości Meszcze, gdzie dywizjon zwalczał wozy pancerne wroga ogniem na wprost. Dywizjon poniósł koleje straty w ludziach i sprzęcie. Dowódca piechoty dywizyjnej 19 DP nakazał wycofanie w kierunku na Pilicę. Nocny marsz spowodował, że 6 września porządkowano oddziały w lasach koła Barkowic Mokrych, zebrała się w miejscu koncentracji zaledwie połowa dywizjonu. Cały czas trwały bombardowania z powietrza. Wieczorem i pod osłoną nocy 6/7 września większość oddziałów przeprawiła się przez Pilicę. Baterie artylerii ciężkiej szukały objazdów, a most w Sulejowie był zarwany. Po raz kolejny nastąpiło pomieszanie oddziałów. Dywizjon połowę swoich dział stracił na stanowiskach ogniowych. Pozostałe musiał zniszczyć i pozostawić w wyniku stopniowego wybicia wszystkich koni. Żołnierze niewielkimi grupami w nieładzie przebijali się ku Wiśle. Ostatecznie 8 września 19 dac przestał istnieć.

## Obsada personalna dywizjonu
dowódca dywizjonu - mjr Henryk Rajewicz
dowódca 1 baterii armat - NN 
dowódca 2 baterii haubic - kpt. Stanisław Tott